# Shamsīr
Shamsīr (persiska: شمسير) är en ort i Iran.   Den ligger i provinsen Ardabil, i den nordvästra delen av landet, 500 km nordväst om huvudstaden Teheran. Shamsīr ligger 1 062 meter över havet och antalet invånare är 255.
Terrängen runt Shamsīr är platt åt sydost, men åt nordväst är den kuperad.Runt Shamsīr är det ganska tätbefolkat, med 56 invånare per kvadratkilometer. Närmaste större samhälle är Lārī, 16,3 km söder om Shamsīr. Trakten runt Shamsīr består i huvudsak av gräsmarker.